# Wasilios Ksidas
Wasilios Ksidas (gr. Βασίλιος Ξυδάς, ur. w 1877 roku) – grecki lekkoatleta, tyczkarz. Uczestnik pierwszych nowożytnych igrzysk olimpijskich w 1896 roku.
Podczas pierwszych nowożytnych igrzysk olimpijskich w 1896 roku brał udział w skoku o tyczce. Zawodnik pokonał jedynie wysokość 2,40 m i zajął ostatnie, piąte miejsce w rywalizacji. Był członkiem klubu Athlitikos Omilos Athinon.